# Desnaturante
Desnaturante é a denominação de qualquer substância ingrediente que torna o produto final impróprio para a ingestão pelo consumidor. Pode alterar o sabor, odor, cor, ou qualquer outra característica que tenha força de impedir ou dificultar a ingestão pelo ser humano, mas não modifica as características essenciais do produto.
Aditivos comuns: metanol, álcool isopropílico, acetona, butanona, metil-isobutilcetona, e denatônio.
Exemplos de desnaturantes comuns incluem:
- Metanol: Altamente tóxico, é frequentemente utilizado para desnaturar o etanol.
- Álcool isopropílico: Adicionado para alterar o sabor do produto final.
- Acetona e butanona: Utilizadas para modificar o odor e o sabor, desencorajando a ingestão.
- Metil-isobutilcetona: Empregada para conferir um odor desagradável.
- Denatônio: Considerado uma das substâncias mais amargas conhecidas, é adicionado em pequenas quantidades para prevenir a ingestão acidental.

A adição de desnaturantes é uma prática regulada por órgãos de saúde e vigilância sanitária, visando prevenir o consumo indevido de produtos potencialmente perigosos e evitar a evasão fiscal associada à venda de álcool para consumo humano. É importante que os fabricantes sigam as diretrizes estabelecidas para garantir a segurança dos consumidores e o uso adequado dos produtos desnaturados.

Além de tornar produtos como o álcool impróprios para consumo, o termo "desnaturação" também se aplica em bioquímica, referindo-se à alteração da estrutura tridimensional de proteínas, resultando na perda de sua função biológica. Isso pode ocorrer devido a mudanças de temperatura, pH ou exposição a agentes químicos. 